# Погонажное изделие

Погонажное изделие: фигурный наличник

Погона́жное изделие (погонаж) — это название изделий, имеющих относительно большу́ю длину при относительно небольшом сечении. Примером погонажа могут служить такие изделия как трубы, ткани, ленты, цепи, тросы, экструдированные профили из полимерных материалов, профилированные (строганые, фрезерованные) древесные изделия, кабельный канал.
Словосочетание «погонажное изделие» и слово «погонаж» образованы от названия учётной единицы их измерения — «погонного метра» (п.м или мп.)

## Деревянный погонаж

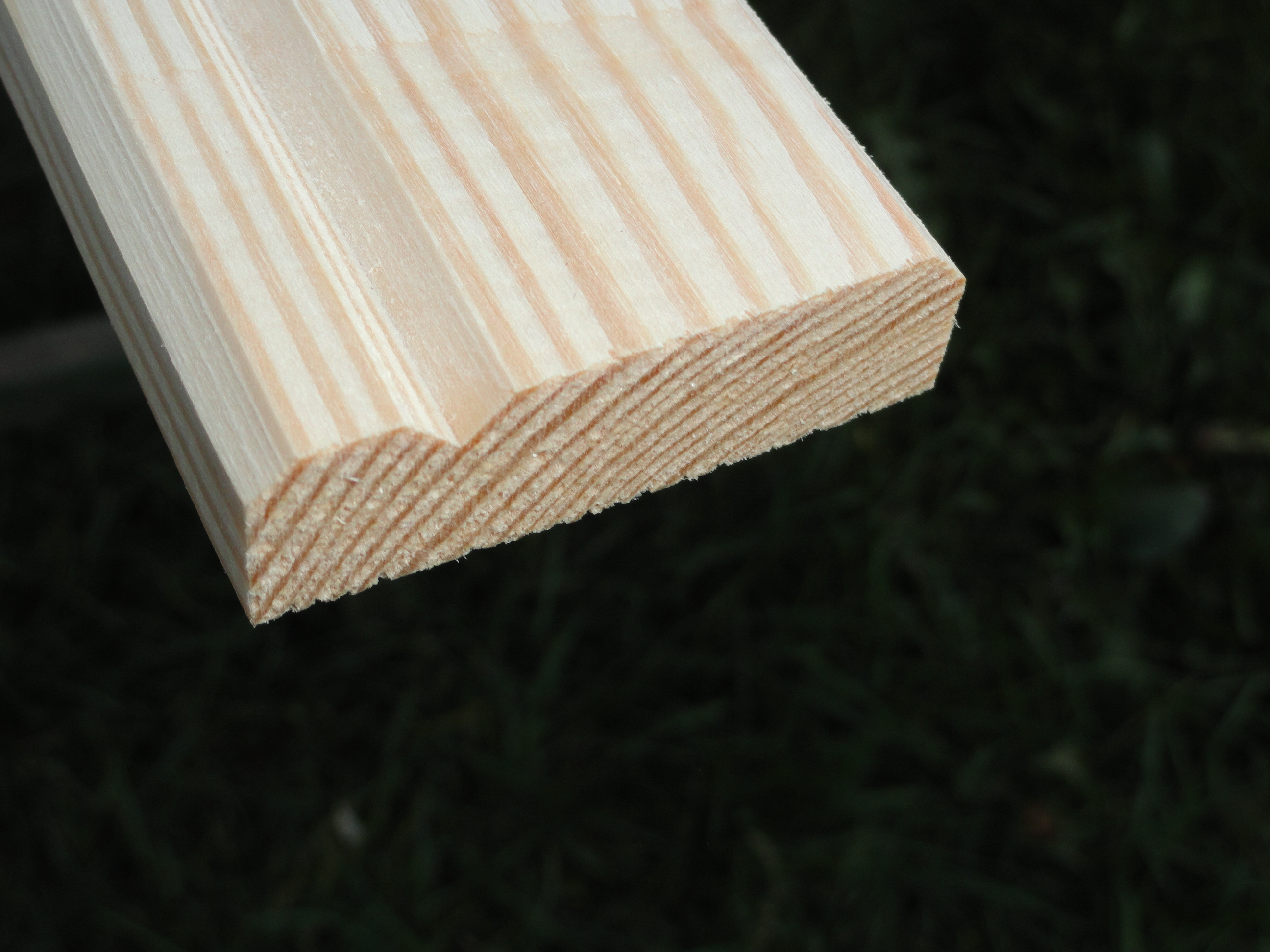
Деревянный погонаж

Выделяют по качеству обработки поверхности строганый погонаж и по сложности поперечного сечения профильный погонаж.
К деревянному погонажу относят: вагонку, наличник, плинтус, доску пола, декоративный профиль, раскладку.
Погонаж из древесины широко используется в качестве внутренней отделки помещений. Древесный погонаж применяют для отделки бань, саун, коттеджей, офисов.